# Zona del rift de Baikal

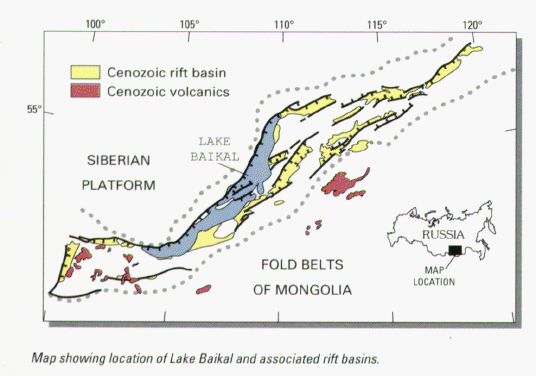
Mapa de la zona del rift de Baikal.

La zona del rift de Baikal es un límite de placas divergentes que se encuentra centrada bajo el lago Baikal en el sureste de Rusia. Al oeste del mismo se encuentra la placa Euroasiática y al este la placa Amuria que se aleja de la grieta o rift hacia Japón con una velocidad de desplazamiento de unos 4 mm por año. 
Al igual que en todos los límites de placas divergentes el espesor de la corteza terrestre en la zona del rift de Baikal se está reduciendo y el magma se encuentra muy cerca de la superficie. Se observan aguas termales tanto en tierra como en el lago Baikal, aunque hasta el momento, no se ha encontrado evidencia de actividad volcánica en la zona. 
Sin embargo, recientemente se ha observado actividad volcánica en las proximidades la cual se asocia con la zona del rift de Baikal. Estos centros volcánicos son la Meseta de Udokan, ubicada a unos 400 km ENE de la punta norte del lago Baikal, la Meseta Oka, ubicada a unos 200 km ONO del extremo sur del lago Baikal, y la Meseta de Plateau, a unos 200 km al este del rift.